# Svea (Schiff, 1877)
Die Svea war ein Seitenraddampfer, der von 1878 bis 1898 als Prinses Elisabeth zwischen den Niederlanden und England, danach bis 1907 als Postdampfer Svea auf der Vorläuferlinie der sogenannten Königslinie Trelleborg–Sassnitz zwischen Schweden und Deutschland fuhr. 

## Bau und technische Daten
Das Schiff, mit zwei Schornsteinen und zwei Masten, lief am 12. Oktober 1877 bei John Elder & Co. in Govan, Glasgow (Schottland), mit der Baunummer 215 vom Stapel und wurde noch im gleichen Jahr mit dem Namen Prinses Elisabeth an die 1875 gegründete Stoomvaart Maatschappij "Zeeland" in Vlissingen in der niederländischen Provinz Zeeland ausgeliefert. Es war 84,75 m lang und 10,70 m breit; die Gesamtbreite am Ruderhaus über den Radkästen betrug 21 m. Das Schiff war mit 1545 BRT und 810 NRT vermessen. Zwei 2-Zylinder-Verbunddampfmaschinen von John Elder & Co., mit vier Dampfkesseln und zwölf Feuerstellen, ergaben eine Höchstgeschwindigkeit von etwa 16 Knoten.

## Geschichte
Die Prinses Elisabeth und ihr Schwesterschiff Prinses Marie wurden im Personen- und Frachtverkehr auf der Linie von Vlissingen nach Queenborough am Südufer des Ästuars der Themse eingesetzt. Sie ersetzten dort die drei ursprünglichen Seitenraddampfer der Reederei, Stad Middelburg, Stad Vlissingen und Stad Breda. Unter dem Konkurrenzdruck der Fährschifflinie Harwich-Rotterdam der Great Eastern Railway stellte die Reederei 1895 drei größere, modernere, schnellere und komfortablere Seitenraddampfer in Dienst, Koningin Regentes, Koningin Wilhelmina(1) und Prins Hendrick(2), und sowohl die Prinses Elisabeth als auch die Prinses Marie wurden nur noch als Reserveschiffe bereitgehalten. Ab 13. April 1896 waren die beiden Schiffe 18 Monate lang an Albert Ballin verchartert, der sie in Prinzess Elisabeth und Prinzess Marie umbenannte und im Liniendienst von der Elbe nach Helgoland einsetzte.
Am 14. Dezember 1898 wurde das Schiff an die Reederei A/B Sverige-Kontinenten der beiden Halbbrüder Gustaf Oscar Wallenberg und Knut Agathon Wallenberg in Stockholm verkauft, die es in Svea umbenannte und 1899 auf der Postdampferlinie Trelleborg—Sassnitz in Dienst nahm, wo seit diesem Jahr zwei tägliche Abfahrten von Sassnitz und Trelleborg notwendig geworden waren. Das Schwesterschiff Prinses Marie wurde zur gleichen Zeit an die Stettiner Dampfschiffs-Gesellschaft J. F. Braeunlich verkauft, in Germania umbenannt und ebenfalls auf der Strecke Trelleborg—Sassnitz eingesetzt, die von den beiden Reedereien gemeinschaftlich betrieben wurde. Beide hatten nunmehr je einen Seitenraddampfer und ein Schraubendampfschiff auf der Strecke im Einsatz. Die Svea war zu dieser Zeit Schwedens größtes Passagierschiff und war, nach zeitgenössischen Angaben, elegant ausgestattet, mit sehr schönem Speisesaal, einem großen königlichen Salon und sehr komfortablen l.-Klasse- und II.-Klasse-Kabinen.
Am 13. Dezember 1900 kam das Schiff auf der Fahrt von Sassnitz nach Trelleborg vom Kurs ab und lief bei Stavsten, etwa 4 Seemeilen westsüdwestlich der Hafeneinfahrt von Trelleborg, auf Grund. Dabei zog es sich erhebliche Schäden am Schiffsboden zu und musste am 10. Februar 1901 zur Reparatur in die Werft von Burmeister & Wain in Kopenhagen geschleppt werden. Erst im Herbst 1901 kam die Svea wieder in Dienst.
Als die Svea im Jahre 1907 wegen längerer Reparaturen aus dem Dienst genommen werden sollte, kündigte die schwedische Postdirektion ihren Vertrag mit der Wallenberg-Reederei und verpflichtete statt ihrer die Reederei Sverige-Tyskland aus Malmö, die mit zwei Dampfern, der Prinsessan Margareta und der Prins Gustaf Adolf, in die Postdampferlinie einstieg. Die Svea wurde daraufhin in Malmö aufgelegt. 1909 wurde sie an nicht bekannte Käufer in Kopenhagen veräußert und dann 1910 zum Abbruch nach Stettin verkauft.